# Тартар (соус)
Тарта́р або та(р)тарський соус (від фр. sauce tartare) — холодний соус на основі майонеза приготовленого зі звареного жовтка) і зеленої цибулі. У французькій кухні подається до холодної риби, вугрів, телячої ноги, устриць і картоплі фрі.
Цей соус зазвичай подається до холодних страв з домашньої птиці або м'яса, риби та ракоподібних, а також до домашньої птиці і м'яса, приготованих а-ля діабль.
Існують різні варіанти цього соусу, наприклад, до нього можуть додавати іншу зелень (петрушку), солоні огірки (або мариновані корнішони), каперси.

## Склад
Соус тартар заснований на майонезі (яєчний жовток, гірчиця або оцет, олія) або на айолі (Оливкова олія, часник) з додаванням деяких інших інгредієнтів. У Великій Британії зазвичай додають в основу каперси, корнішони, лимонний сік і кріп. Американські рецепти можуть включати нарізані солоні огірки або приготований зелений солодкий соус, каперси, цибулю (або часник) та свіжу петрушку. Іноді додають рубані зварені круто яйця або оливки, а також діжонську гірчицю і мариновану цибулю. Поль Бокюз прямо описав соус тартар як соус ремулад, в якому характерне пюре з анчоусів має бути замінено деякою кількістю гострої діжонської гірчиці.
Оґюст Ескоф'є у своїй книзі «Кулінарний путівник» наводить такий рецепт: розтерти жовтки 8 зварених круто яєць до консистенції пасти, приправити сіллю і молотим перцем, вмішати 1 столову ложку олії і 2 столові ложки винного оцту. Додати 20 грамів пюре з зеленої цибулі або різанцю, іще раз усе розтерти, додати 2 столові ложки майонезу, усе процідити через сито.

## Галерея

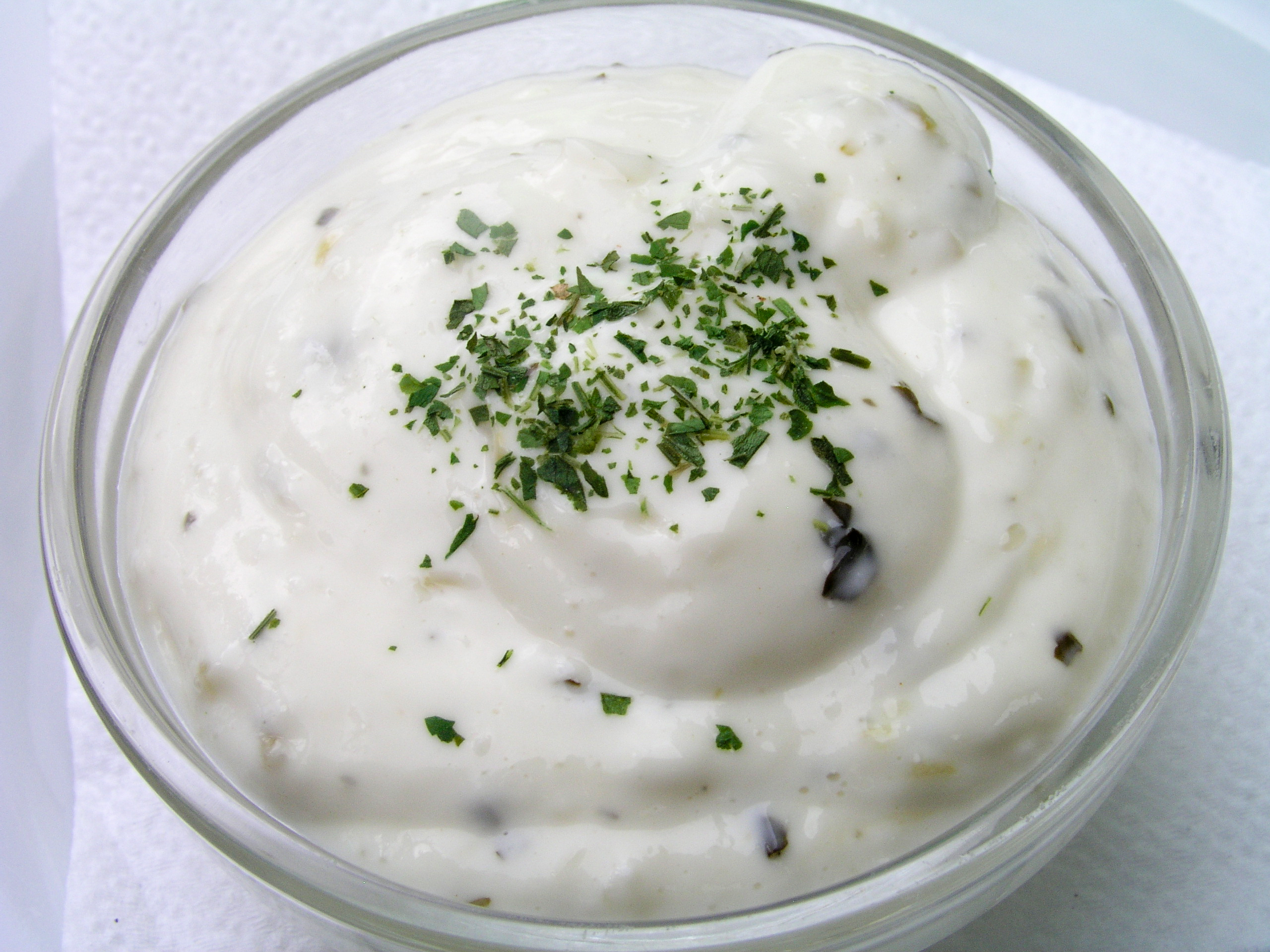
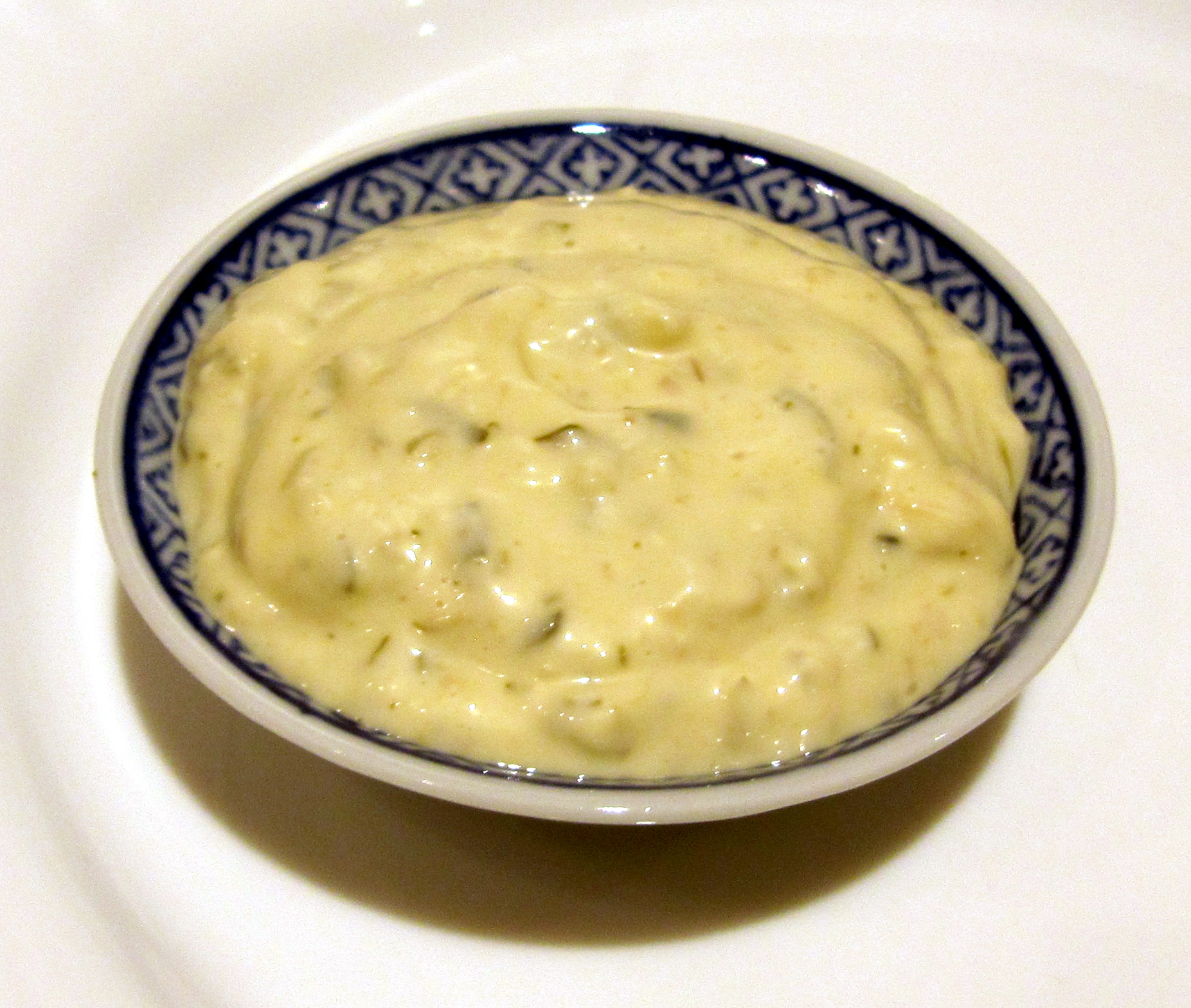
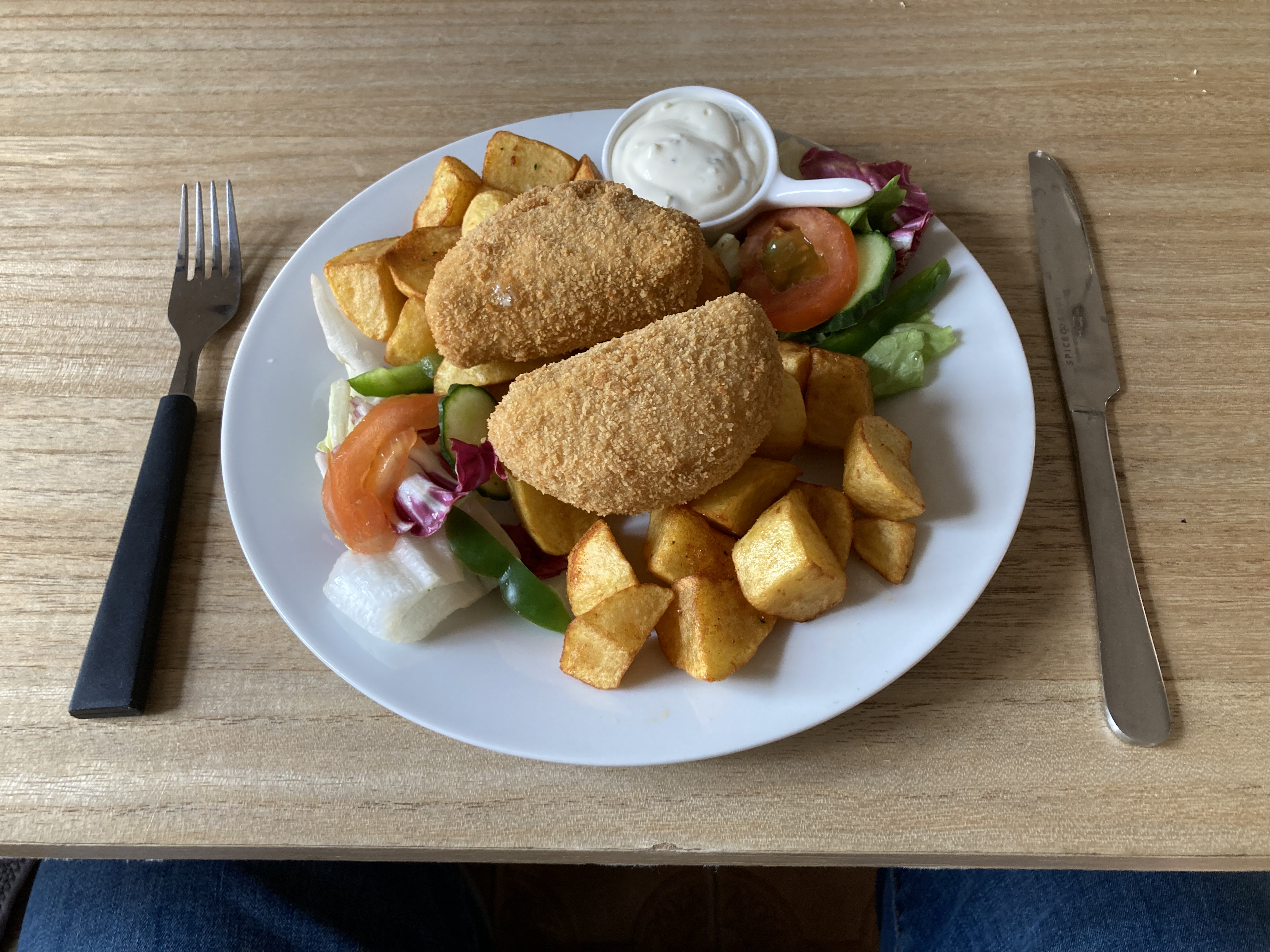
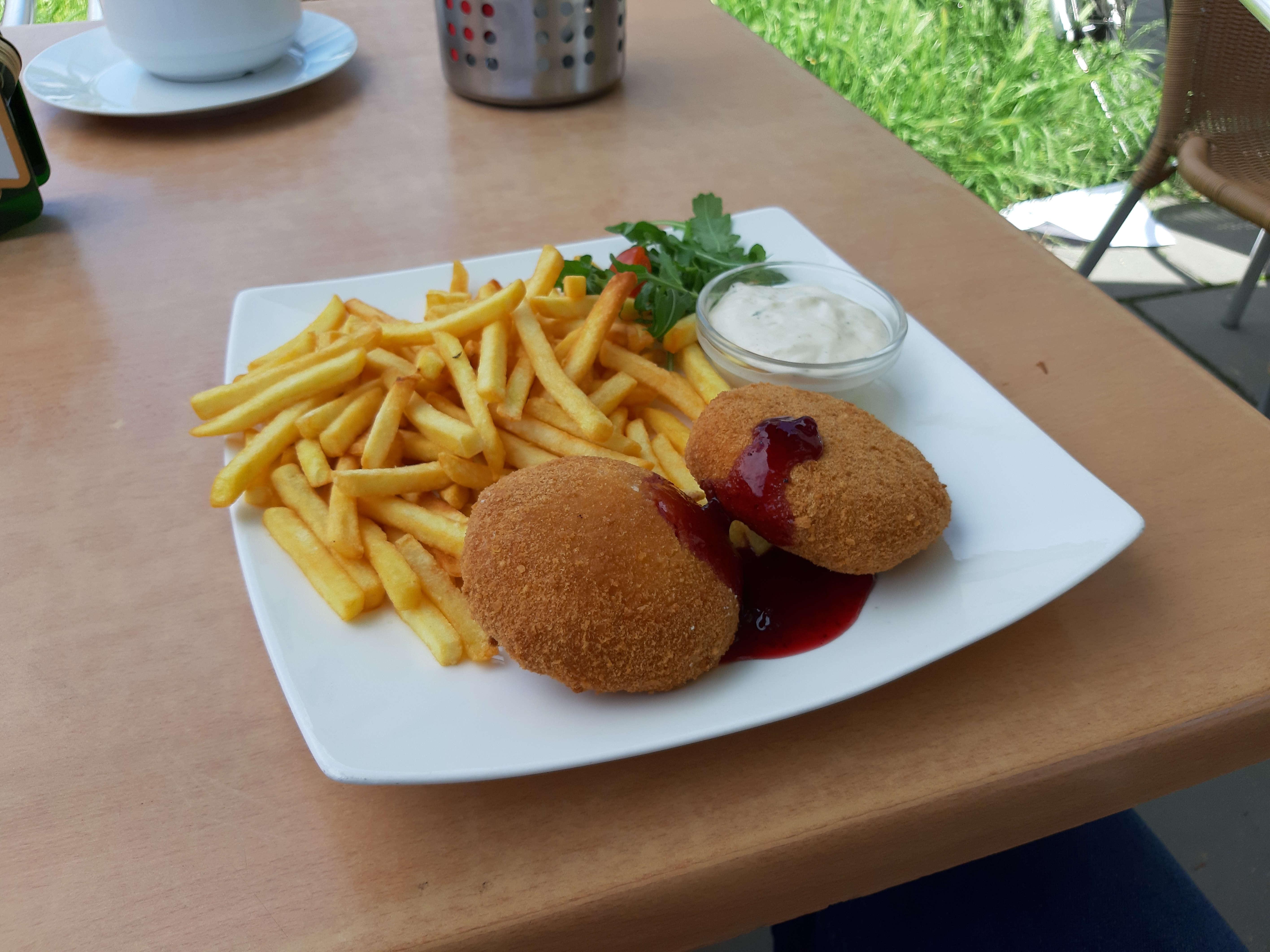
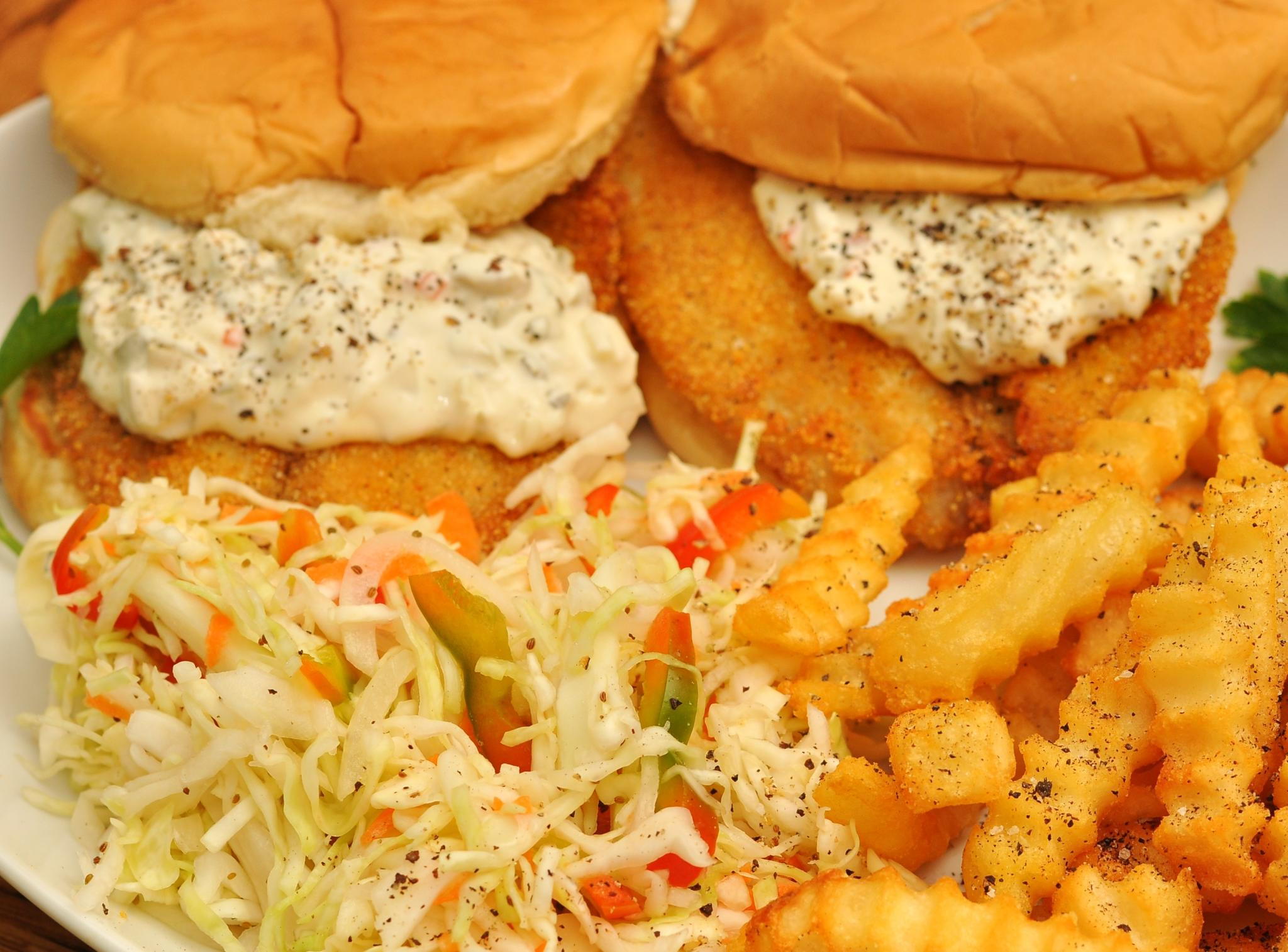
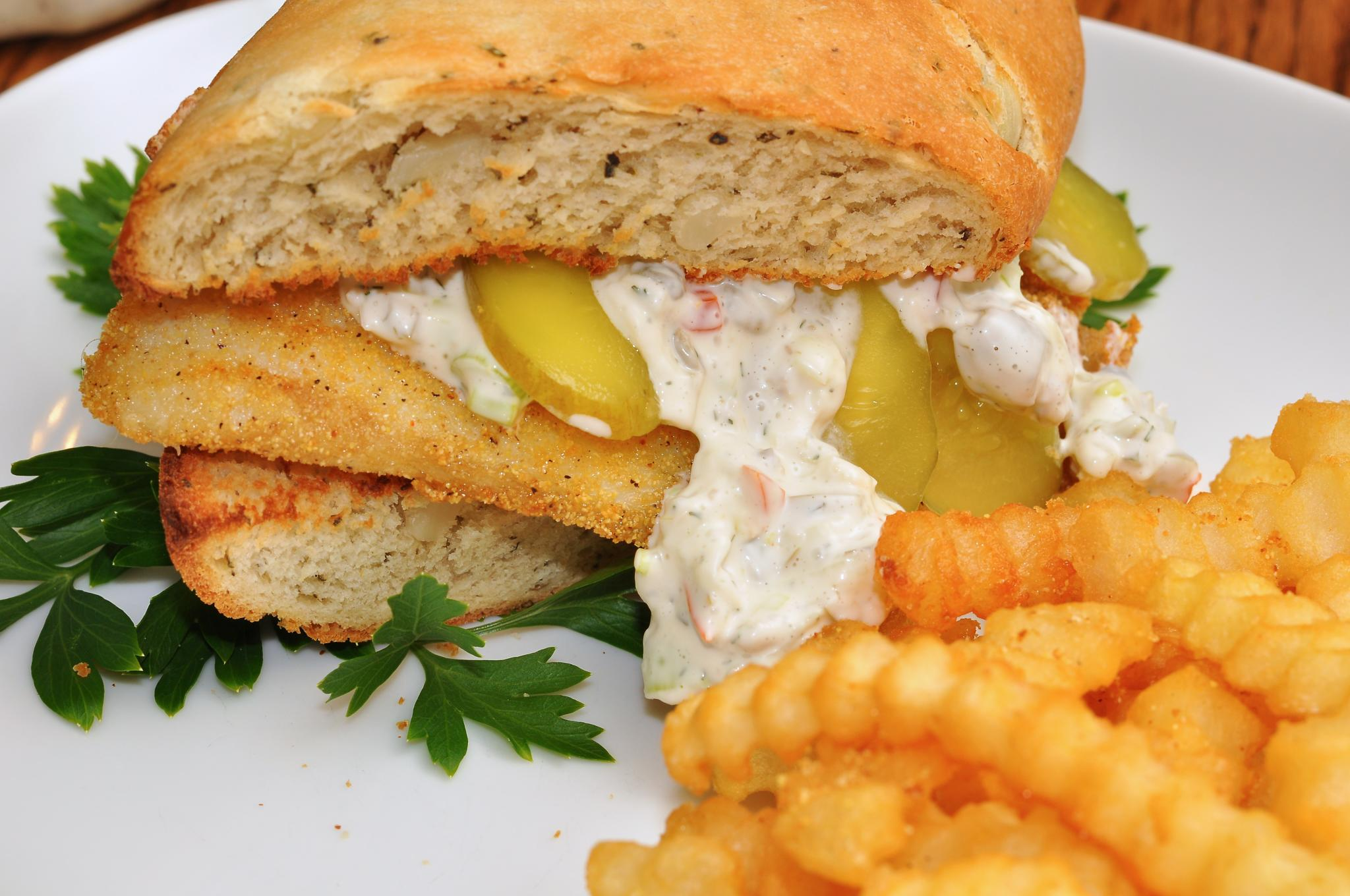
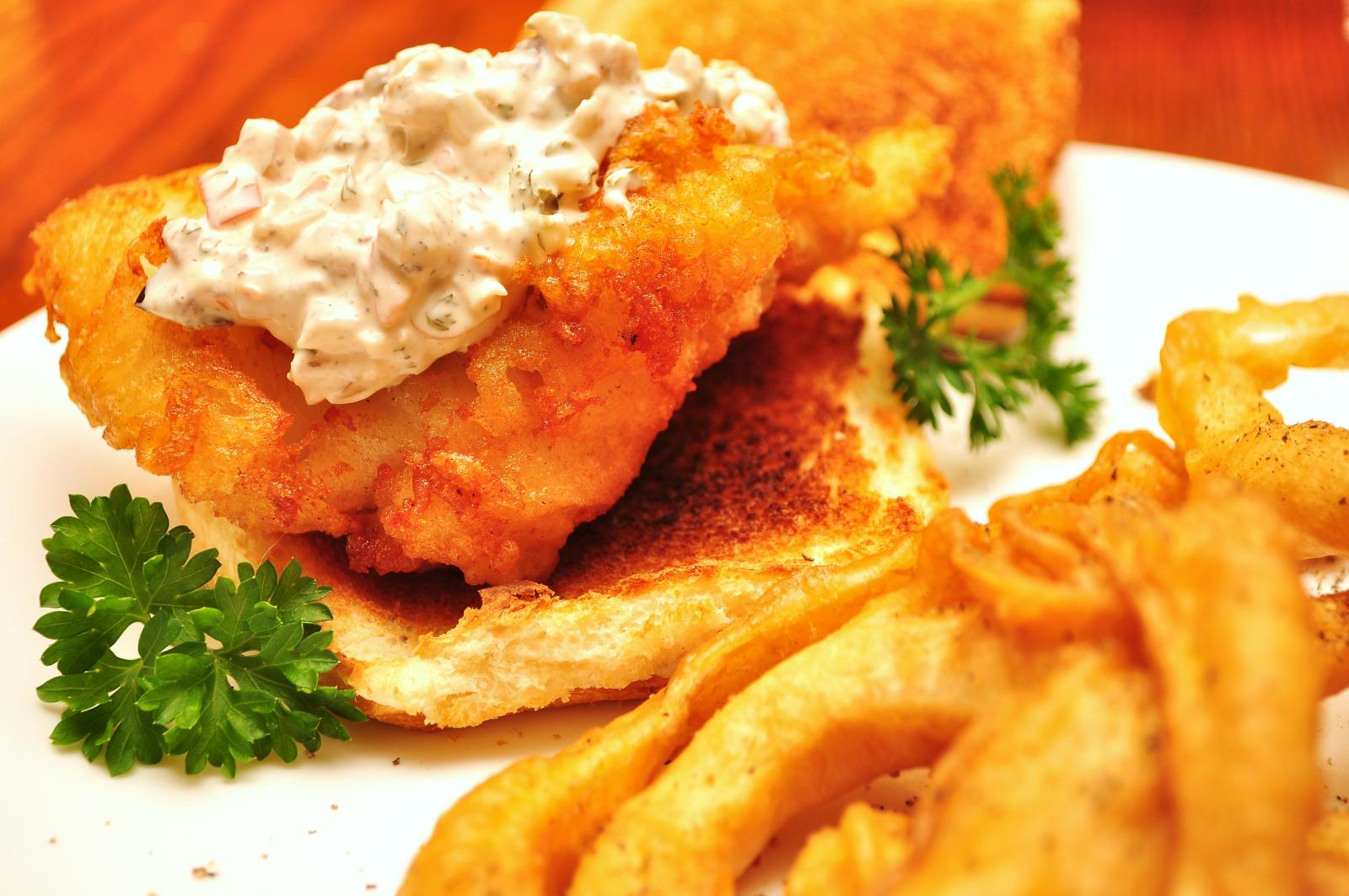
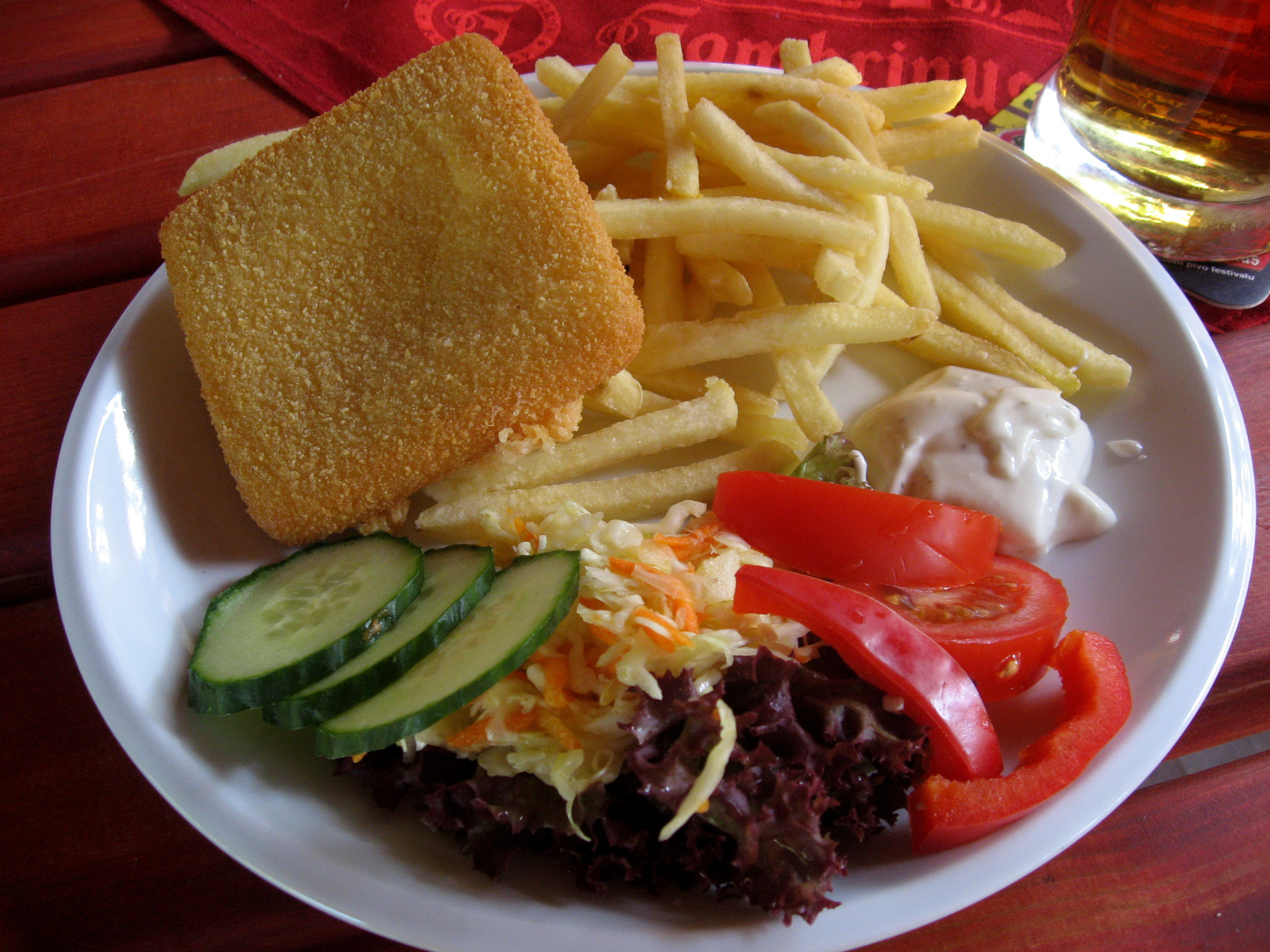
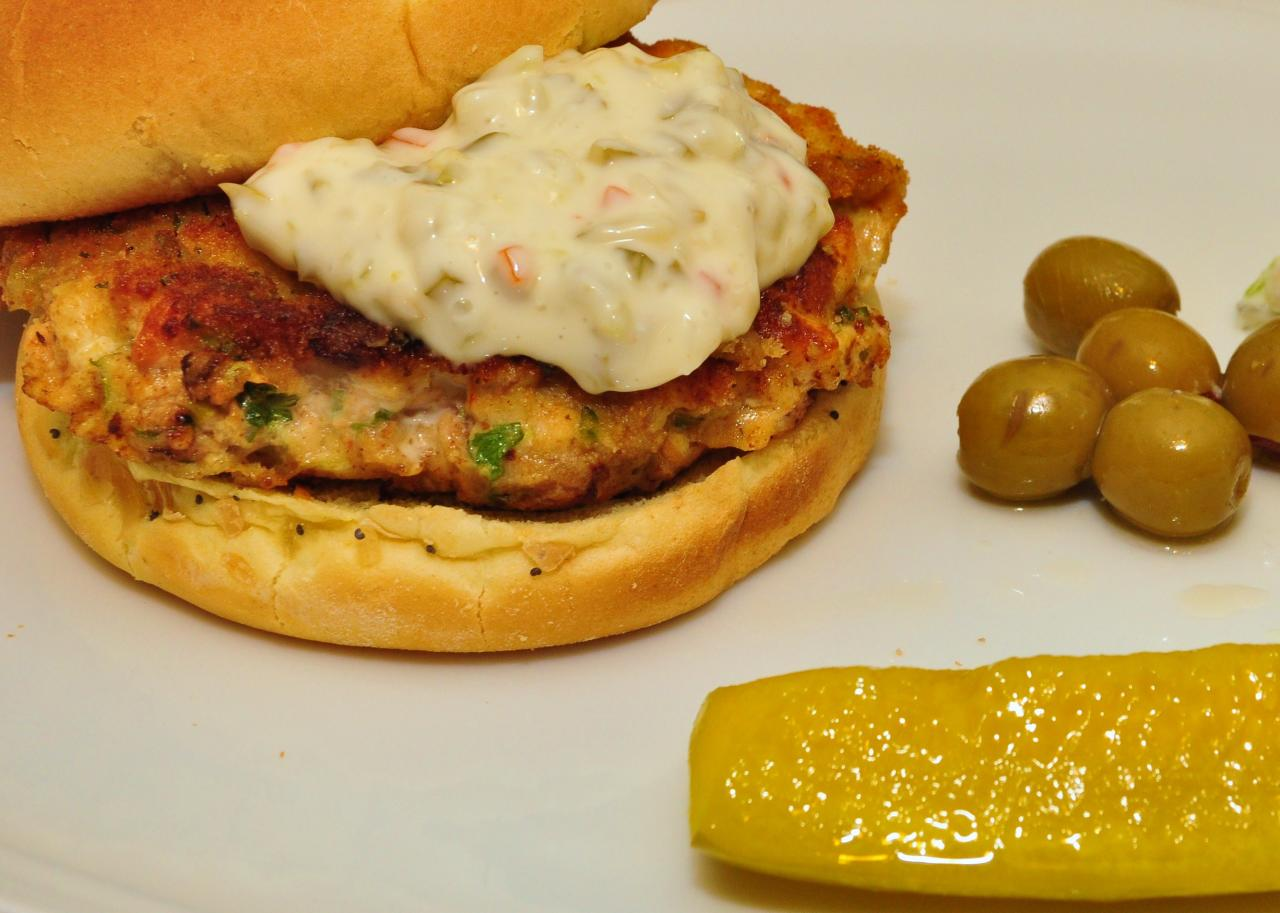
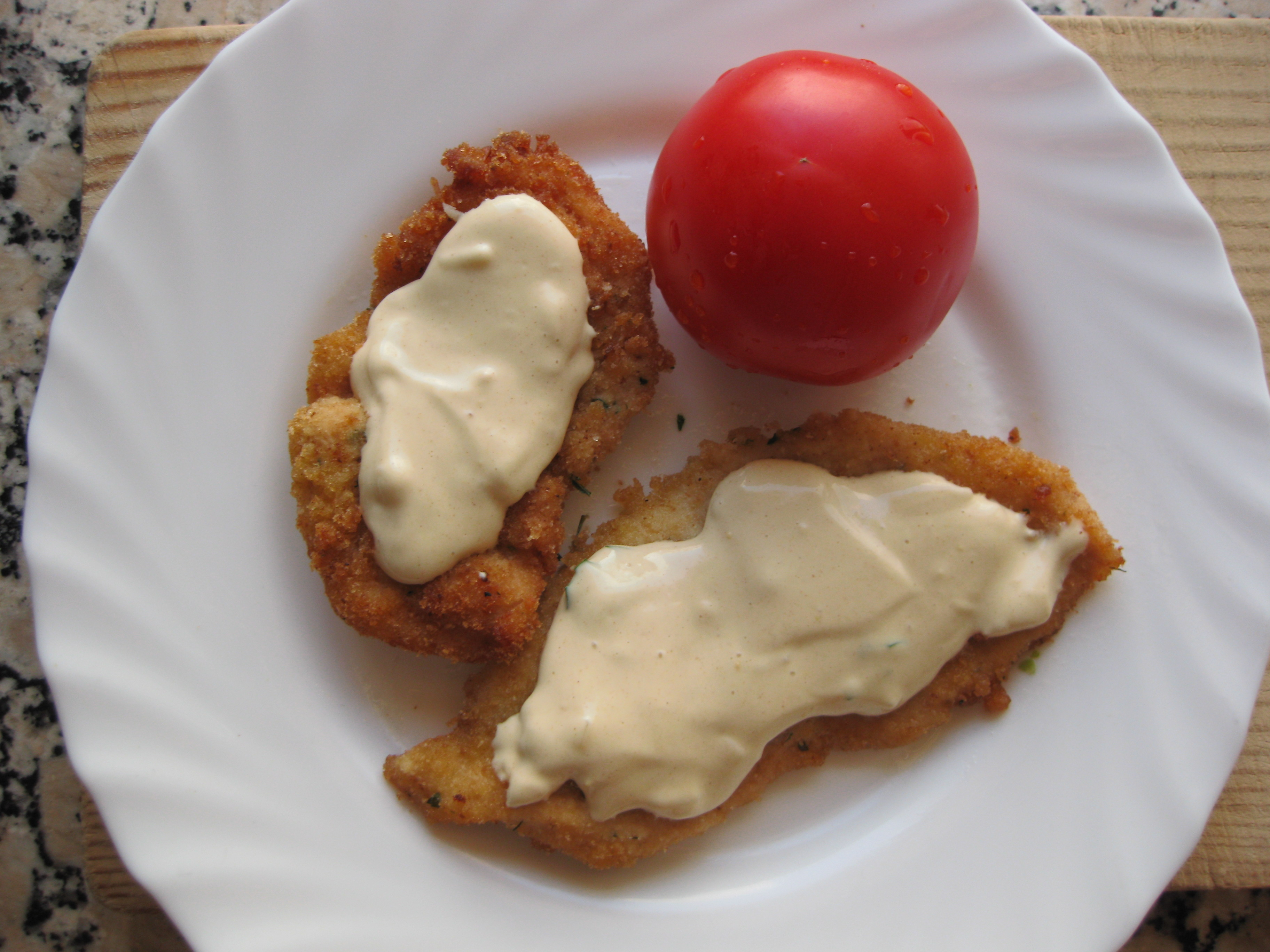
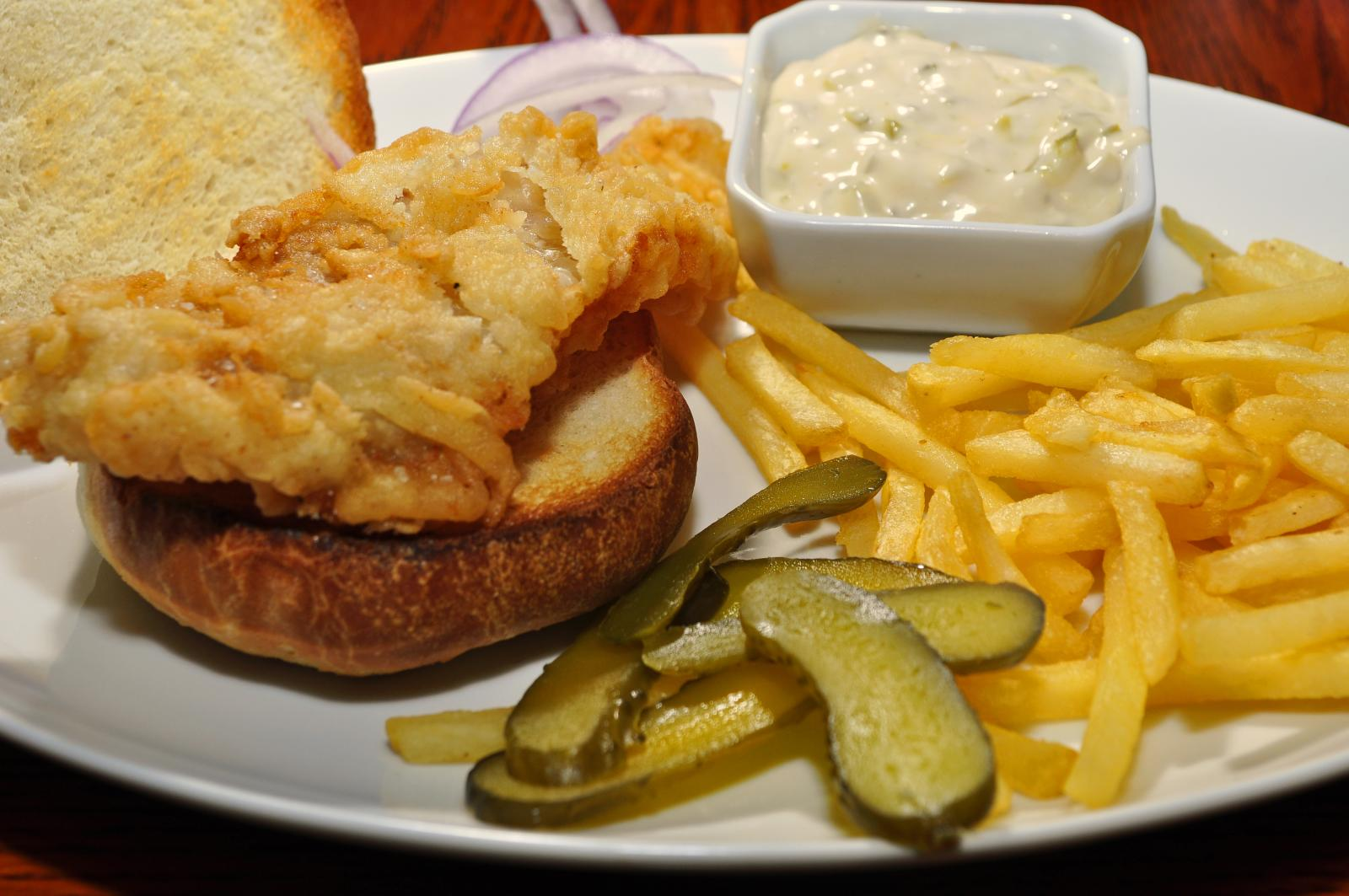
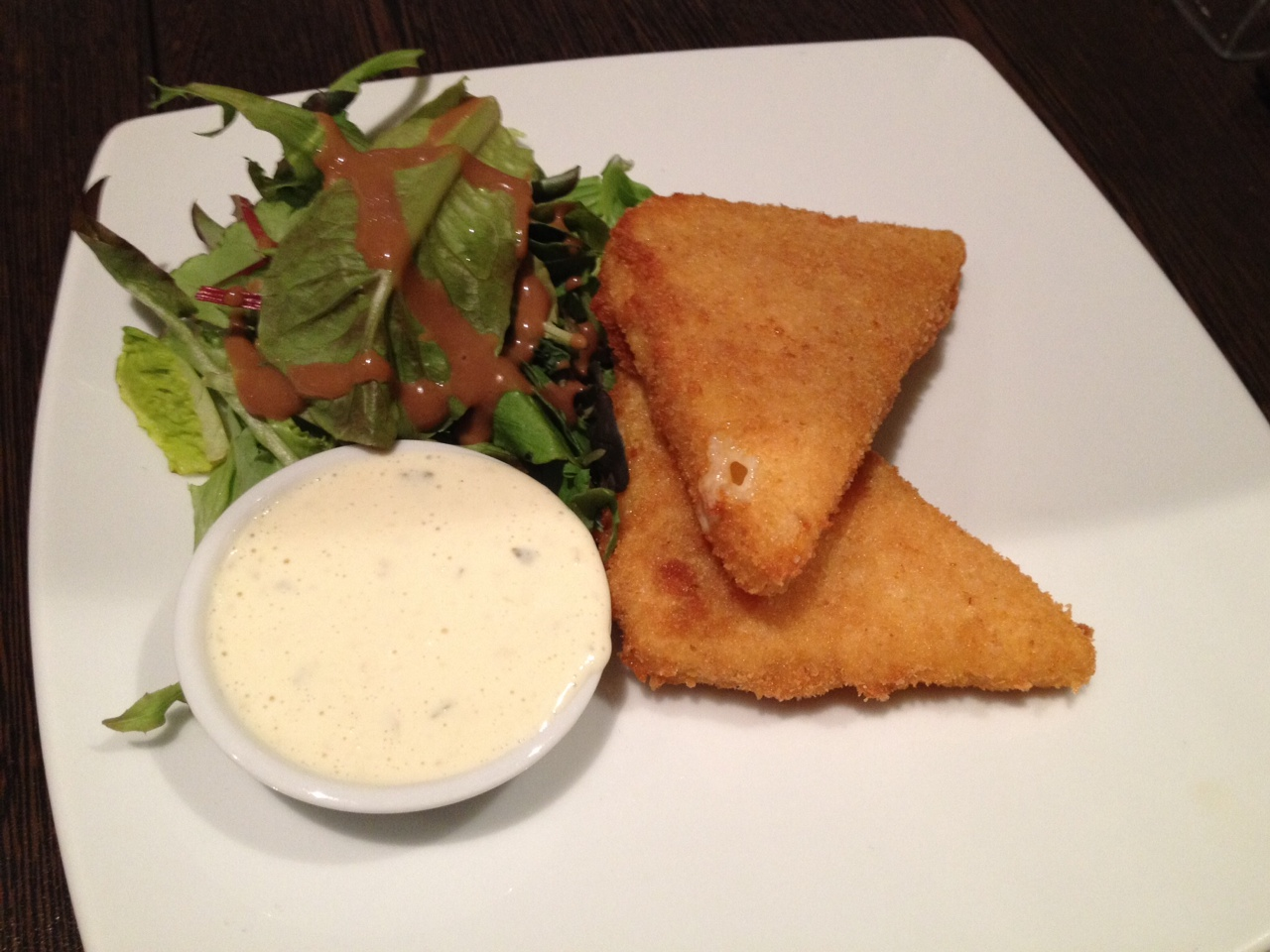